# Liste der Stolpersteine in Steenwijkerland

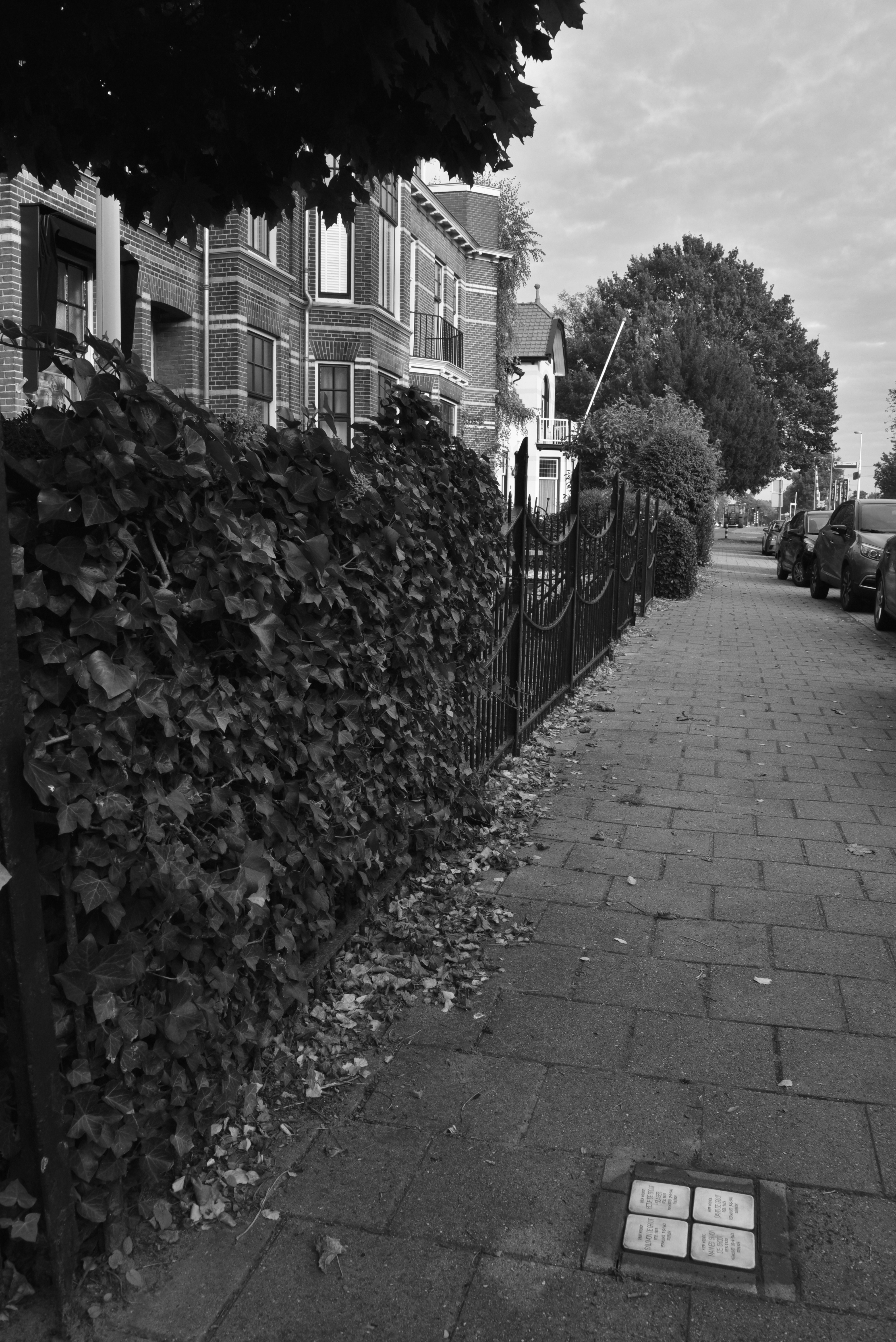
Stolpersteine in Steenwijk

Die Liste der Stolpersteine im Steenwijkerland umfasst die Stolpersteine, die vom deutschen Künstler Gunter Demnig im Steenwijkerland verlegt wurden, einer Gemeinde im Norden der niederländischen Provinz Overijssel. Stolpersteine sind Opfern des Nationalsozialismus gewidmet, all jenen, die vom NS-Regime drangsaliert, deportiert, ermordet, in die Emigration oder in den Suizid getrieben wurden. Demnig verlegt für jedes Opfer einen eigenen Stein, im Regelfall vor dem letzten selbst gewählten Wohnsitz.
Die ersten Verlegungen in dieser Gemeinde erfolgten am 6. Dezember 2016 in Blokzijl.

## Verlegte Stolpersteine
In der Gemeinde Steenwijkerland wurden bislang 61 Stolpersteine verlegt, davon acht in Blokzijl, einer in Eesveen und 52 in Steenwijk. (Stand: Oktober 2021)

### Blokzijl
In Blokzijl, einer früher selbständigen Gemeinde, wurden acht Stolpersteine an zwei Anschriften verlegt.
| Stolperstein | Übersetzung                                                                                                 | Verlegort                   | Name, Leben                         |
| ------------ | --- | --------------------------- | ----------------------------------- |
|              | HIER WOHNTE DAVID DE HORST GEB. 1934 DEPORTIERT 1942 AUS WESTERBORK ERMORDET 26.10.1942 AUSCHWITZ           | Blokzijl, · Kerkstraat 9a · | David de Horst (1934–1942)          |
|              | HIER WOHNTE MIETJE DE HORST GEB. 1927 DEPORTIERT 1942 AUS WESTERBORK ERMORDET 26.10.1942 AUSCHWITZ          | Blokzijl, Kerkstraat 9a     | Mietje de Horst (1927–1942)         |
|              | HIER WOHNTE MOZES DE HORST GEB. 1867 DEPORTIERT 1943 AUS WESTERBORK ERMORDET 14.5.1943 SOBIBOR              | Blokzijl, Zuiderstraat 10   | Mozes de Horst (1867–1943)          |
|              | HIER WOHNTE MOZES DE HORST GEB. 1926 DEPORTIERT 1942 AUS WESTERBORK ERMORDET 31.3.1944 MITTELEUROPA         | Blokzijl, Kerkstraat 9a     | Mozes de Horst (1926–1944)          |
|              | HIER WOHNTE RIKA DE HORST GEB. 1902 DEPORTIERT 1943 AUS WESTERBORK ERMORDET 11.6.1943 SOBIBOR               | Blokzijl, Zuiderstraat 10   | Rika de Horst (1902–1943)           |
|              | HIER WOHNTE ROOSJE DE HORST- MEIBOOM GEB. 1891 DEPORTIERT 1942 AUS WESTERBORK ERMORDET 26.10.1942 AUSCHWITZ | Blokzijl, Kerkstraat 9a     | Roosje de Horst-Meiboom (1891–1942) |
|              | HIER WOHNTE SOES MANUS DE HORST GEB. 1896 DEPORTIERT 1942 AUS WESTERBORK ERMORDET 31.3.1944 MITTELEUROPA    | Blokzijl, Kerkstraat 9a     | Soes Manus de Horst (1896–1944)     |
|              | HIER WOHNTE NAATJE DE HORST- KEIZER GEB. 1866 DEPORTIERT 1943 AUS WESTERBORK ERMORDET 14.5.1943 SOBIBOR     | Blokzijl, Zuiderstraat 10   | Naatje de Horst-Keizer (1866–1943)  |

### Eesveen
Im Dorf Eesveen wurde ein Stolperstein verlegt.
| Stolperstein | Übersetzung                                                         | Verlegort                                  | Name, Leben                 |
| ------------ | ------------------------------------------------------------------- | ------------------------------------------ | --------------------------- |
|              | HIER WOHNTE HERMAN DE GROOT GEB. 1894 ERMORDET 6.10.1942 MAUTHAUSEN | Eesveenseweg (nahe der Abzweigung Gierwal) | Herman de Groot (1894–1942) |

### Steenwijk
In Steenwijk wurden 52 Stolpersteine an 21 Adressen verlegt:
| Stolperstein | Übersetzung                                                                              | Verlegort                              | Name, Leben                       |
| ------------ | ---------------------------------------------------------------------------------------- | -------------------------------------- | --------------------------------- |
|              | HIER WOHNTE ISAÄK CASOETTO GEB. 1886 ERMORDET 22.10.1942 AUSCHWITZ                       | Steenwijk, Irisstraat 13               | Isaäc Casoetto                    |
|              | HIER WOHNTE MARTHA CULP GEB. 1907 ERMORDET 31.10.1944 AUSCHWITZ                          | Steenwijk, Noordersingel 12            | Martha Culp                       |
|              | HIER WOHNTE JULIA VAN DIJK-DE VRIES GEB. 1903 ERMORDET 30.11.1943 AUSCHWITZ              | Steenwijk, Noordersingel 13            | Julia van Dijk-de Vries           |
|              | HIER WOHNTE LEVIE DRUKKER GEB. 1901 ERMORDET 11.6.1943 SOBIBOR                           | Steenwijk, Irisstraat 8                | Levie Drukker                     |
|              | HIER WOHNTE GERSOM GOSSCHALK GEB. 1899 ERMORDET 7.5.1943 SOBIBOR                         | Steenwijk, Paul Krügerstraat 7         | Gersom Gosschalk                  |
|              | HIER WOHNTE Heiman David GOSSCHALK GEB. 1936 ERMORDET 7.5.1943 SOBIBOR                   | Steenwijk, Paul Krügerstraat 7         | Heiman David Gosschalk            |
|              | HIER WOHNTE SAARTJE GOSSCHALK-SLAGER GEB. 1894 ERMORDET 7.5.1943 SOBIBOR                 | Steenwijk, Paul Krügerstraat 7         | Saartje Gosschalk-Slager          |
|              | HIER WOHNTE DAVID DE GROOT GEB. 1929 ERMORDET 7.5.1943 SOBIBOR                           | Steenwijk, Stationstraat 15            | David de Groot (1929–1943)        |
|              | HIER WOHNTE MANNES SIMON DE GROOT GEB. 1920 ERMORDET 30.4.1943 SOBIBOR                   | Steenwijk, Stationstraat 15            | Mannes Simon de Groot (1920–1943) |
|              | HIER WOHNTE MARGARITA DE GROOT GEB. 1897 ERMORDET 23.4.1943 SOBIBOR                      | Steenwijk, Tukseweg 108                | Margarita de Groot                |
|              | HIER WOHNTE MARIANNE DE GROOT GEB. 1882 FLUCHT IN DEN TOD 6.10.1942 STEENWIJKERWOLD      | Steenwijk, Tukseweg 108                | Marianne de Groot                 |
|              | HIER WOHNTE MOZES DE GROOT GEB. 1888 ERMORDET 26.10.1942 AUSCHWITZ                       | Steenwijk, Tukseweg 108                | Mozes de Groot                    |
|              | HIER WOHNTE SALOMON DE GROOT GEB. 1892 ERMORDET 7.5.1943 SOBIBOR                         | Steenwijk, Stationstraat 15            | Salomon de Groot                  |
|              | HIER WOHNTE BETJE DE GROOT-SLAGER GEB. 1895 ERMORDET 7.5.1943 SOBIBOR                    | Steenwijk, Stationstraat 15            | Betje de Groot-Slager             |
|              | HIER WOHNTE BETTY VAN DER HORST GEB. 1928 ERMORDET 28.5.1943 SOBIBOR                     | Steenwijk, Markt 10                    | Betty van der Horst               |
|              | HIER WOHNTE JOSEPH VAN DER HORST GEB. 1930 ERMORDET 28.5.1943 SOBIBOR                    | Steenwijk, Markt 10                    | Joseph van der Horst              |
|              | HIER WOHNTE MARGREET VAN DER HORST GEB. 1934 ERMORDET 28.5.1943 SOBIBOR                  | Steenwijk, Markt 10                    | Margreet van der Horst            |
|              | HIER WOHNTE CLARA VAN DER HORST- NIHOM GEB. 1896 ERMORDET 28.5.1943 SOBIBOR              | Steenwijk, Markt 10                    | Clara van der Horst-Nihom         |
|              | HIER WOHNTE JACOB JACOBS GEB. 1874 ERMORDET 21.1.1943 AUSCHWITZ                          | Steenwijk, Woldpromenade 3             | Jacob Jacobs                      |
|              | HIER WOHNTE SALOMON JACOBS GEB. 1900 ERMORDET 31.3.1944 MITTELEUROPA                     | Steenwijk, Woldpromenade 3             | Salomon Jacobs                    |
|              | HIER WOHNTE NAATJE JACOBS- VAN DER HORST GEB. 1870 ERMORDET 21.1.1943 AUSCHWITZ          | Steenwijk, Woldpromenade 3             | Naatje Jacobs–van der Horst       |
|              | HIER WOHNTE GINETTE DE LANGE GEB. 1920 ERMORDET 25.1.1943 AUSCHWITZ                      | Steenwijk, Meppelerweg 98              | Ginette de Lange                  |
|              | HIER WOHNTE MARCUS DE LANGE GEB. 1875 ERMORDET 4.6.1943 SOBIBOR                          | Steenwijk, Meppelerweg 98              | Marcus de Lange                   |
|              | HIER WOHNTE SALOMON DE LANGE GEB. 1871 ERMORDET 14.5.1943 SOBIBOR                        | Steenwijk, Irisstraat 8                | Salomon de Lange                  |
|              | HIER WOHNTE JETTE DE LANGE -DE LEEUW GEB. 1879 ERMORDET 4.6.1943 SOBIBOR                 | Steenwijk, Meppelerweg 98              | Jette de Lange-de Leeuw           |
|              | HIER WOHNTE HENRIETTE DE LANGE -VAN GELDEREN GEB. 1876 ERMORDET 14.5.1943 SOBIBOR        | Steenwijk, Irisstraat 8                | Henriette de Lange-van Gelderen   |
|              | HIER WOHNTE ABRAHAM DE LEEUW GEB. 1887 ERMORDET 12.10.1942 AUSCHWITZ                     | Steenwijk, Tulpstraat 26               | Abraham de Leeuw                  |
|              | HIER WOHNTE EDUARD DE LEEUW GEB. 1880 ERMORDET 22.10.1942 AUSCHWITZ                      | Steenwijk, Grachtstraat 4              | Eduard de Leeuw                   |
|              | HIER WOHNTE ELISABETH DE LEEUW GEB. 1924 ERMORDET 31.1.1944 AUSCHWITZ                    | Steenwijk, Gasthuisstraat 39           | Elisabeth de Leeuw                |
|              | HIER WOHNTE IZAK DE LEEUW GEB. 1875 ERMORDET 6.0.1944 AUSCHWITZ                          | Steenwijk, Meppelerweg 4               | Izak de Leeuw                     |
|              | HIER WOHNTE MARGOTT JENNY DE LEEUW GEB. 1918 ERMORDET 31.1.1944 AUSCHWITZ                | Steenwijk, Tulpstraat 26               | Margott Jenny de Leeuw            |
|              | HIER WOHNTE MAURITS DE LEEUW GEB. 1877 ERMORDET 22.10.1942 AUSCHWITZ                     | Steenwijk, Kornputsingel 28            | Maurits de Leeuw                  |
|              | HIER WOHNTE MOZES MARCUS DE LEEUW GEB. 1883 ERMORDET 8.10.1942 AUSCHWITZ                 | Steenwijk, Tulpstraat 26               | Mozes Marcus Leeuw                |
|              | HIER WOHNTE ANNA BERTHA DE LEEUW-DE LEEUW GEB. 1882 ERMORDET 9.7.1943 SOBIBOR            | Steenwijk, Gasthuislaan 21             | Anna Bertha de Leeuw-de Leeuw     |
|              | HIER WOHNTE BETJE DE LEEUW -DE LEEUW GEB. 1875 ERMORDET 14.5.1943 SOBIBOR                | Steenwijk, Tulpstraat 26               | Betje de Leeuw-de Leeuw           |
|              | HIER WOHNTE KAATJE DE LEEUW-KAN GEB. 1850 ERMORDET 24.4.1943 WESTERBORK                  | Steenwijk, Gasthuislaan 21             | Kaatje de Leeuw-Kan               |
|              | HIER WOHNTE SEBILLA DE LEEUW-SCHAAP GEB. 1883 ERMORDET 12.10.1942 AUSCHWITZ              | Steenwijk, Gasthuisstraat 39           | Sebilla de Leeuw-Schaap           |
|              | HIER WOHNTE ABRAHAM REINDORP GEB. 1877 ERMORDET 8.10.1942 AUSCHWITZ                      | Steenwijk, Noordersingel 12            | Abraham Reindorp                  |
|              | HIER WOHNTE EMMA REINDORP-STOKVIS GEB. 1879 ERMORDET 8.10.1942 AUSCHWITZ                 | Steenwijk, Noordersingel 12            | Emma Reindorp-Stokvis             |
|              | HIER WOHNTE ARON SLAGER GEB. 1919 ERMORDET 31.12.1943 MITTELEUROPA                       | Steenwijk, Oosterstraat 85             | Aron Slager                       |
|              | HIER WOHNTE BERTHA SLAGER GEB. 1877 ERMORDET 25.1.1943 AUSCHWITZ                         | Steenwijk, J.H. Tromp Meestersstraat 8 | Bertha Slager                     |
|              | HIER WOHNTE IZAK SLAGER GEB. 1863 ERMORDET 6.9.1944 AUSCHWITZ                            | Steenwijk, Scholestraat 15             | Izaak Slager                      |
|              | HIER WOHNTE JACOB SLAGER GEB. 1875 ERMORDET 14.5.1943 SOBIBOR                            | Steenwijk, Rozenstraat 11              | Jacob Slager                      |
|              | HIER WOHNTE JOHAN SLAGER GEB. 1916 ERMORDET 23.12.1942 NIEDERKIRCH                       | Steenwijk, Meester H. Tuttelstraat 11  | Johan Slager                      |
|              | HIER WOHNTE SIMON SLAGER GEB. 1898 ERMORDET 16.1.1945 VAIHINGEN (D)                      | Steenwijk, Scholestraat 15             | Simon Slager                      |
|              | HIER WOHNTE VERONIKA SLAGER GEB. 1879 ERMORDET 25.1.1943 AUSCHWITZ                       | Steenwijk, J.H. Tromp Meestersstraat 8 | Veronika Slager                   |
|              | HIER WOHNTE NETTIE SLAGER-DE LEVIE GEB. 1906 DEPORTIERT AUSCHWITZ BEFREIT                | Steenwijk, Scholestraat 15             | Nettie Slager-de Levie            |
|              | HIER WOHNTE JUDITH SLAGER-SPIER GEB. 1871 ERMORDET 14.5.1943 SOBIBOR                     | Steenwijk, Rozenstraat 11              | Judith Slager-Spier               |
|              | HIER WOHNTE SAARTJE SLAGER- ZEEHANDELAAR GEB. 1885 FLUCHT IN DEN TOD 23.7.1942 ANTWERPEN | Steenwijk, Oosterstraat 85             | Saartje Slager–Zeehandelaar       |
|              | HIER WOHNTE DANIËL VRIESLANDER GEB. 1941 ERMORDET 21.5.1943 SOBIBOR                      | Steenwijk, Gasthuisstraat 12           | Daniel Vrieslander                |
|              | HIER WOHNTE HIJMAN PINES VRIESLANDER GEB. 1913 ERMORDET 21.5.1943 SOBIBOR                | Steenwijk, Gasthuisstraat 12           | Hijman Pines Vrieslander          |
|              | HIER WOHNTE MIRJAM VRIESLANDER GEB. 1940 ERMORDET 21.5.1943 SOBIBOR                      | Steenwijk, Gasthuisstraat 12           | Mirjam Vrieslander                |
|              | HIER WOHNTE CAROLINA VRIESLANDER-COHEN GEB. 1913 ERMORDET 21.5.1943 SOBIBOR              | Steenwijk, Gasthuisstraat 12           | Carolina Vrieslander-Cohen        |

## Verlegedaten
- 6. Dezember 2016: Blokzijl

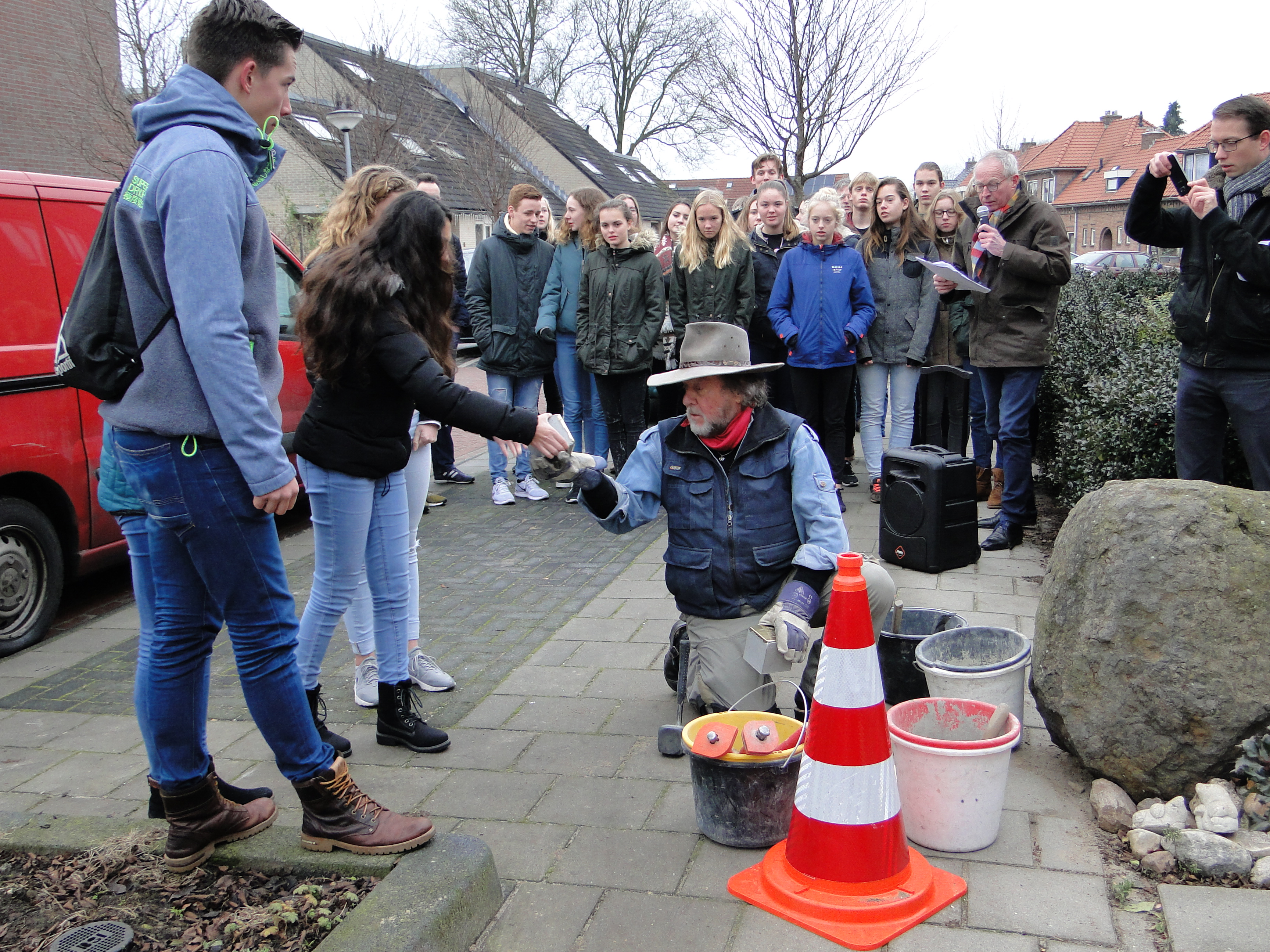
Verlegung von Stolpersteinen in Steenwijk

- 7. Dezember 2016: Steenwijk (Gasthuisstraat 12, Irisstraat 2, Westwijkstraat 82) (22 Stolpersteine)
- 8. Dezember 2016: Eesveen
- 9. August 2017: Steenwijk (27 Stolpersteine)
- 17. September 2017: Steenwijk (Scholestraat 15)